# Pericyma glaucinans
Pericyma glaucinans là một loài bướm đêm trong họ Erebidae.